# Pentatomomorfs
Els pentatomomorfs (Pentatomomorpha) són un infraordre d'hemípters del subordre dels heteròpters, estretament relacionat amb Cimicomorpha.

## Taxonomia
L'infraordre Pentatomomorpha inclou les següents superfamílies i famílies:
- Superfamília Aradoidea

- Família Aradidae Costa 1843
- Família Termitaphididae

- Superfamília Coreoidea

- Família Alydidae Dallas 1852
- Família Coreidae Leach 1815
- Família Hyocephalidae
- Família Rhopalidae Amyot & Serville 1843
- Família Stenocephalidae Dallas 1852

- Superfamília Lygaeoidea

- Família Berytidae Fieber 1851
- Família Colobathristidae
- Família Idiostolidae
- Família Lygaeidae Schilling 1829
- Família Malcidae
- Família Piesmatidae Spinola 1850

- Superfamília Pyrrhocoroidea

- Família Largidae
- Família Pyrrhocoridae Dohrn 1859

- Superfamília Pentatomoidea

- Família Urostylididae
- Família Saileriolidae
- Família Acanthosomatidae Stal 1865
- Família Tessaratomatidae
- Família Dinidoridae
- Família Cydnidae Billberg 
- Família Thaumastellidae
- Família Corimelaenidae
- Família Lestoniidae
- Família Phloeidae
- Família:Scutelleridae Leach 1815
- Família Plataspididae Dallas
- Família Pentatomidae Leach 1815
- Família Canopidae
- Família Megarididae